# Majdan Górny (Ukraina)
Majdan Górny (ukr. Верхній Майдан) – wieś na Ukrainie, w obwodzie iwanofrankiwskim, w rejonie nadwórniańskim.